# 希諾特加

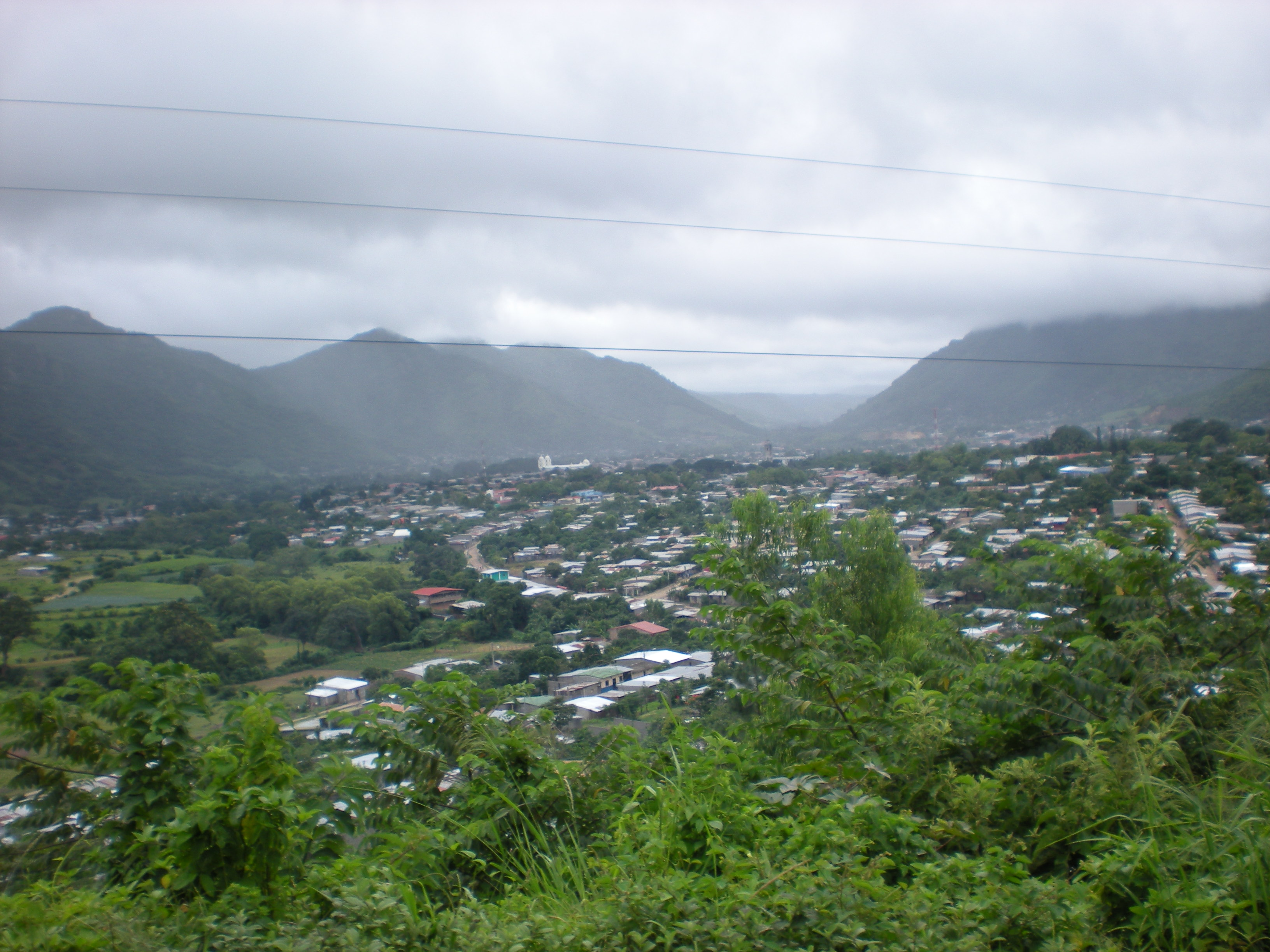

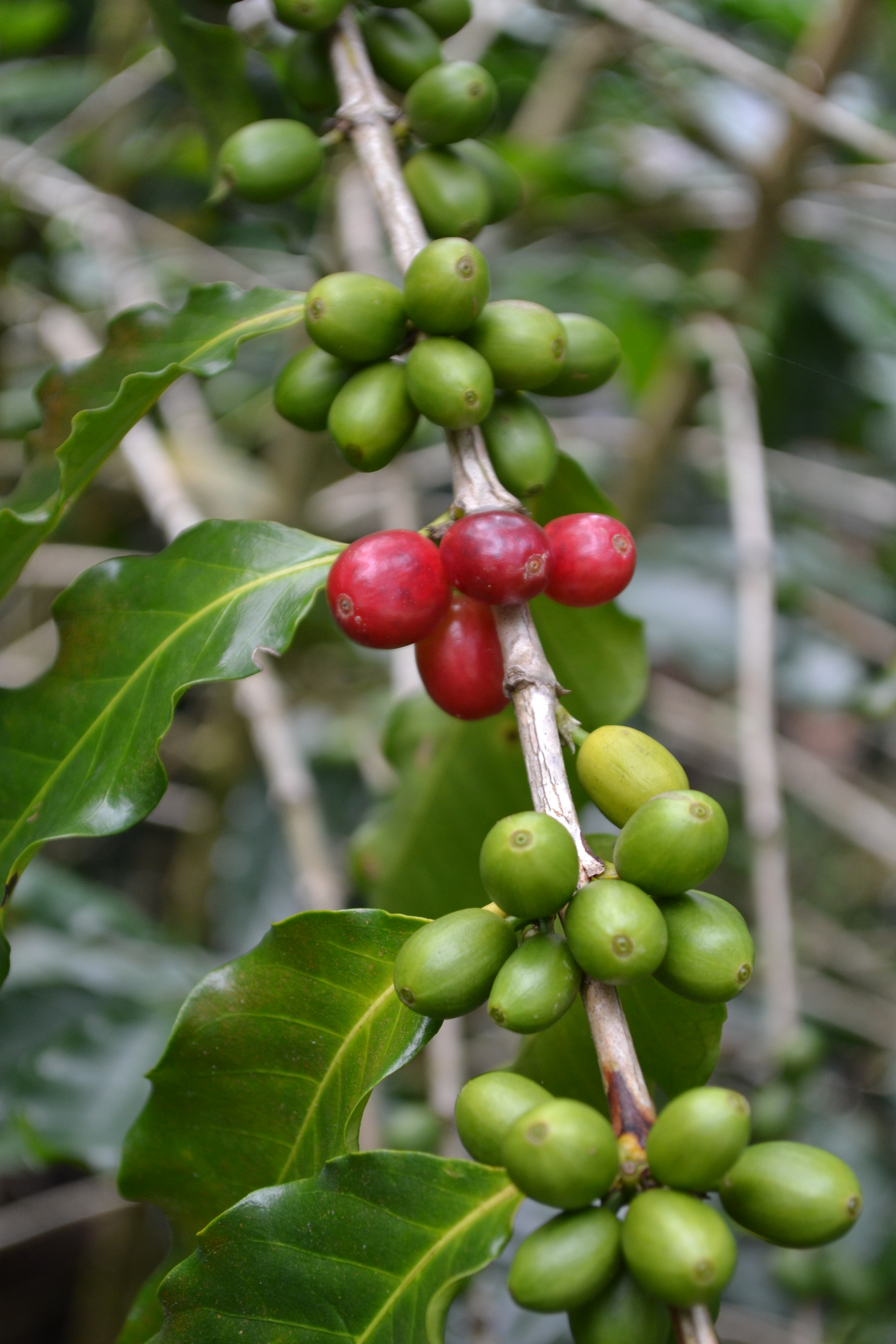
咖啡豆樹上的咖啡豆果實。

希諾特加（西班牙語：Jinotega，西班牙語發音：[xinoˈteɣa]）是一個位在尼加拉瓜希諾特加省的城市，其地理位置位於一個長型山谷中，因被山脈所包圍，故氣候涼爽，並距離尼加拉瓜首都馬拿瓜向北142公里處。此處生產尼加拉瓜80％的咖啡，主要出口美國，俄羅斯，加拿大和歐洲。
阿帕納斯湖為51平方公里的人工湖，提供水電給該國大部分地区。雖然有一些矛盾的名稱的起源，希諾特加通常被稱為迷霧之城（Ciudad de la Brumas），因这里壯觀的雲彩不斷地掃過山谷的頂部而得名。 另一個普遍接受的名字是永恆之城（City of Eternal Men）。

## 地理

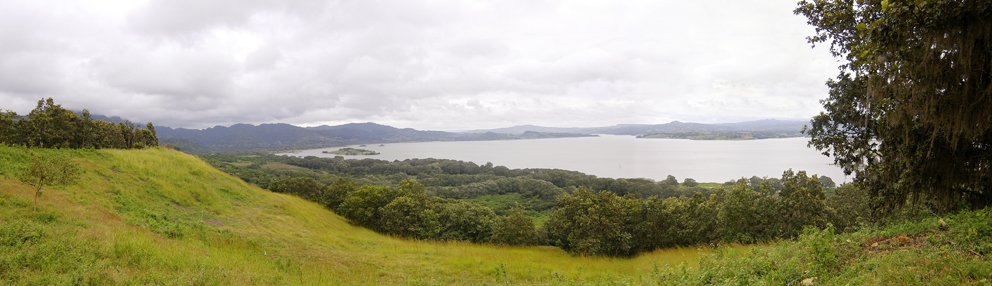
位在希諾特加北部的阿帕納斯湖。

高地山谷是亞熱帶和熱帶氣候，夏季乾燥，冬季降雨，山中涼爽。
- 山脈：欽博拉索山，Peñas Blancas（西班牙语：Peñas Blancas），Cuspire，Kilambe（1750公尺），Zinica，Saslaya，Baba，Asan Rahra。
- 湖泊：阿帕納斯湖。
- 附近的城市：拉孔科迪亞，埃爾庫阿，維維利，聖何塞德博凱，Pantasma（西班牙语：Pantasma），Yali，San Rafel del Norte。

## 國際關係
希諾特加的姊妹城市：
| - 祖特爾梅爾，荷蘭 - 索林根，德國 | - 烏姆，德國 |

## 外部連結
- Photograph of Jinotega
- 'Jinotega Life', a Web site dedicated to entertainment, culture and tourism in Jinotega (in Spanish)
- Soppexcca （页面存档备份，存于）, cooperative alliance of small coffee producers located in the city of Jinotega
- AVODEC, Grassroots non-profit based in Jinotega working with community development
- Circulo de Amigas, Non-profit working to alleviate poverty one girl at a time
- Portal del Norte de Nicaragua

1. ↑   http://www.wolframalpha.com/input/?i=what+is+the+population+of+jinotega%2c+nicaragua%3f